# Тумелілла (комуна)
Комуна Тумелілла (швед. Tomelilla kommun) — адміністративно-територіальна одиниця місцевого самоврядування, що розташована в лені Сконе у південній Швеції.
Тумелілла 214-а за величиною території комуна Швеції. Адміністративний центр комуни — місто Тумелілла.

## Населення
Населення становить 12 908 чоловік (станом на вересень 2012 року). 
| Кількість населення комуни Тумелілла за 1970-2010 роки | Кількість населення комуни Тумелілла за 1970-2010 роки | Кількість населення комуни Тумелілла за 1970-2010 роки | Кількість населення комуни Тумелілла за 1970-2010 роки | Кількість населення комуни Тумелілла за 1970-2010 роки |
| ------------------------------------------------------ | ------------------------------------------------------ | ------------------------------------------------------ | ------------------------------------------------------ | ------------------------------------------------------ |
| Рік                                                    |                                                        |                                                        | Населення                                              |                                                        |
| 1970                                                   | 1970                                                   |                                                        | 12 976                                                 | 12 976                                                 |
| 1975                                                   | 1975                                                   |                                                        | 12 605                                                 | 12 605                                                 |
| 1980                                                   | 1980                                                   |                                                        | 12 664                                                 | 12 664                                                 |
| 1985                                                   | 1985                                                   |                                                        | 12 321                                                 | 12 321                                                 |
| 1990                                                   | 1990                                                   |                                                        | 12 442                                                 | 12 442                                                 |
| 1995                                                   | 1995                                                   |                                                        | 12 573                                                 | 12 573                                                 |
| 2000                                                   | 2000                                                   |                                                        | 12 372                                                 | 12 372                                                 |
| 2005                                                   | 2005                                                   |                                                        | 12 682                                                 | 12 682                                                 |
| 2010                                                   | 2010                                                   |                                                        | 12 914                                                 | 12 914                                                 |
| Джерело: SCB                                           |                                                        |                                                        |                                                        |                                                        |

## Населені пункти
Комуні підпорядковано 5 міських поселень (tätort) та низка сільських, більші з яких:
- Тумелілла (Tomelilla)
- Бресарп (Brösarp)
- Унслюнда (Onslunda)
- Смедсторп (Smedstorp)
- Луннарп (Lunnarp)
- Спютсторп (Spjutstorp)
- Сконе-Транос (Skåne-Tranås)

## Галерея

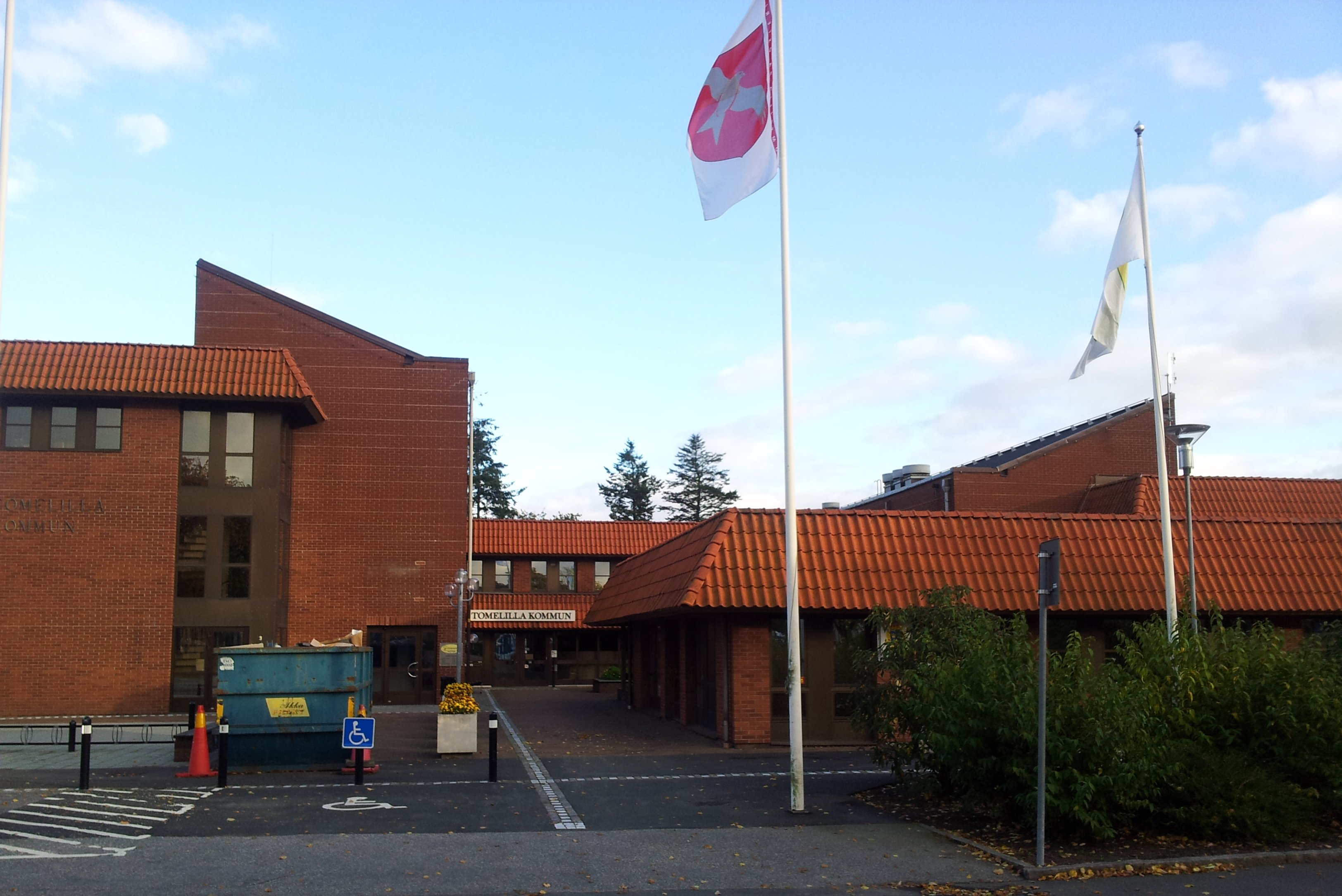
Управа комуни (Тумелілла)
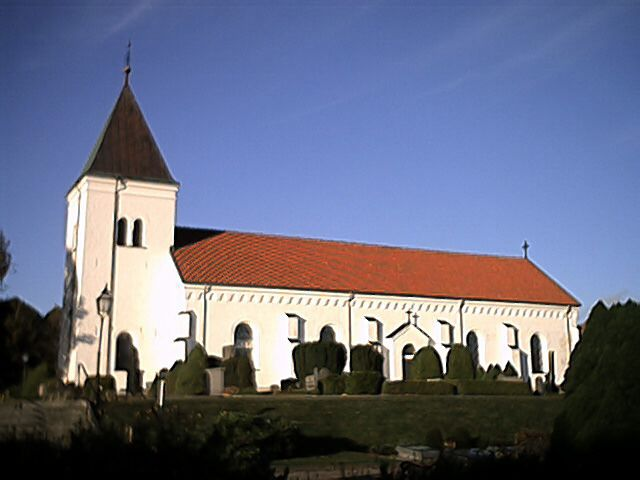
Церква (Смедсторп)
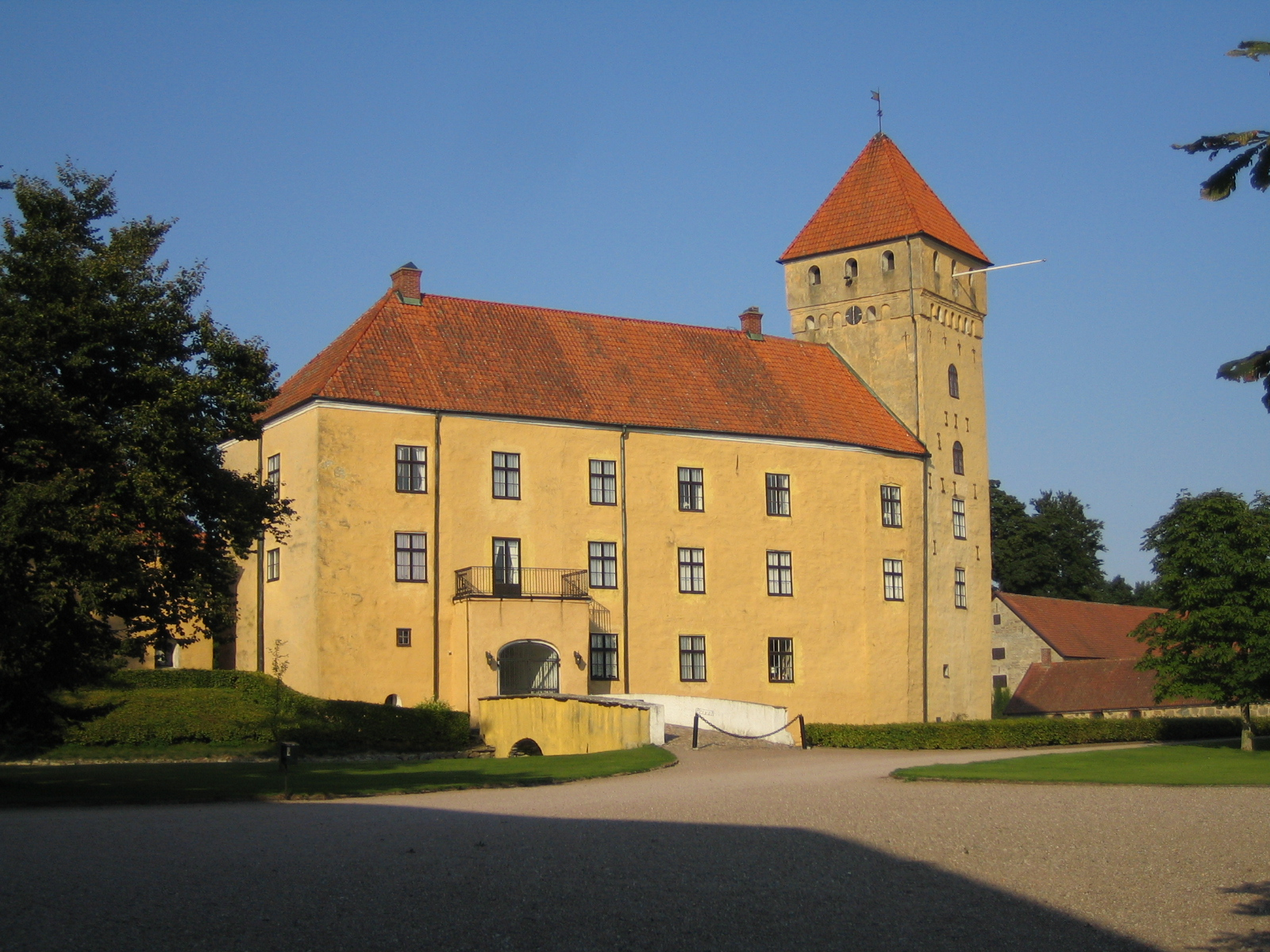
Замок Тостеруп
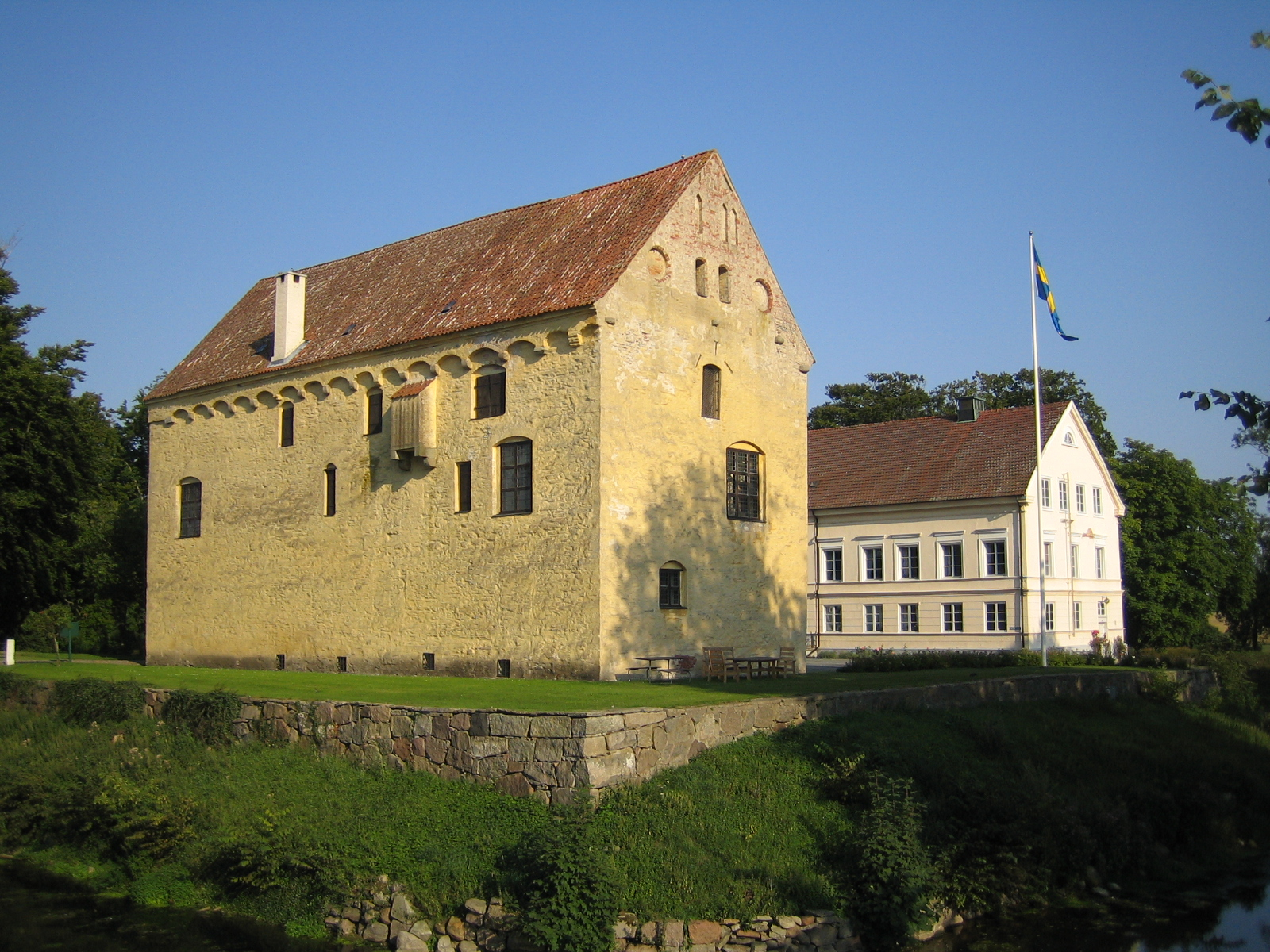
Замок Боллеруп

## Виноски
1. ↑  Folkmangd i riket, lan och kommuner (шв.) . Центральне бюро статистики Швеції. Архів оригіналу за 20 серпня 2013. Процитовано 20 лютого 2013.